# Mallateleia splendida
Mallateleia splendida är en stekelart som först beskrevs av Alan Parkhurst Dodd 1913.  Mallateleia splendida ingår i släktet Mallateleia och familjen Scelionidae. Inga underarter finns listade i Catalogue of Life.